# Legon Cities FC
Legon Cities Football Club w skrócie Legon Cities FC, wcześniej noszący nazwę Wa All Stars FC – ghański klub piłkarski, grający w pierwszej lidze, mający siedzibę  w mieście Wa.

## Sukcesy
- Premier League[1]:
  - mistrzostwo (1): 2016

## Występy w afrykańskich pucharach
| Sezon | Rozgrywki     | Runda   | Kraj  | Klub             | Dom | Wyjazd | Dwumecz |
| ----- | ------------- | ------- | ----- | ---------------- | --- | ------ | ------- |
| 2017  | Liga Mistrzów | wstępna | Libia | Al-Ahly Trypolis | 1–3 | 1–2    | 2–5     |

## Stadion
Domowe mecze klub rozgrywa na stadionie o nazwie Wa Sports Stadium w Wa, który może pomieścić 5000 widzów.

## Reprezentanci kraju grający w klubie
Stan na lipiec 2016.
| - Bright Addae - David Addy - Gladson Awako - Kobina Dodzie - Edwin Gyimah - Yaw Mireku - Habib Mohamed | - Richard Ofori - Emmanuel Osei - Joshua Otoo - Joshua Tijani - Paul de Vries Asare - Godfred Yeboah |